# THE IDOLM@STER STATION
《THE IDOLM@STER STATION(아이돌마스터 스테이션, アイドルマスターステーション 아이도루마스타스테숀[*])》은 2009년 8월부터 2018년 10월까지 방송된 일련의 라디오 프로그램 시리즈를 지칭한다. 통칭은 아이마스 스테이션(アイマスステーション 아이마스스테숀[*]) 또는 아이스테(アイステ)이다.
《THE IDOLM@STER STATION!!!(아이돌마스터 스테이션)》은 라디오 오사카의 V-STATION을 통해 방송된 라디오 프로그램이다. 전192회로 종료되었다. 2009년 7월에 종료된 《THE IDOLM@STER RADIO》의 후신 프로그램으로, 2009년 8월부터 매주 일요일 22:00 - 22:30에 방송되었다. 전신 프로그램과 같이 인터넷 방송도 진행되었다. 제목 마지막의 '!!!'는 반각으로 표기한다.
2013년 3월에 분카 방송의 스트리밍 서비스인 초!A&G+에서 인터넷 라디오 프로그램인 《THE IDOLM@STER STATION!!+(아이돌마스터 스테이션 플러스)》로 이어졌다. 전79회로 종료되었다. 매주 월요일 24:00 - 24:30에 방송되었다. 《THE IDOLM@STER STATION!!+》의 통칭은 아이마스 스테이션 플러스(アイマスステーションプラス) 또는 아이스테 플러스(アイステプラス)이다.
2014년 10월에 니코니코 생방송에서 인터넷 라디오 프로그램인 《THE IDOLM@STER STATION!!!》으로서 방송이 재개되었다. 전210회로 종료되었다. 매주 수요일 22:30 - 23:00에 방송되었다.

## 개요
게임 아이돌마스터 시리즈에서 파생된 라디오 기획이다. 누마쿠라 마나미(가나하 히비키 역)와 하라 유미(시죠 타카네 역)에, 제88회까지는 전신 프로그램 《THE IDOLM@STER RADIO》로부터 계속해서 이마이 아사미(키사라기 치하야 역)가, 제89회부터는 아사쿠라 아즈미(하기와라 유키호 역)가 더해진 3명이 진행했다.
라디오 오사카에서의 방송 범위, 니코니코 아이마스 ch '타루키정'(ニコニコアイマスch“たるき亭”)에서의 인터넷 방송 범위, 그리고 스폰서 또한 《THE IDOLM@STER RADIO》를 잇고, 같은 프로그램의 명물 코너였던 '가희낙원(歌姫楽園)'을 계속하는 등, 완전한 새 프로그램이라는 것보다는 진행자를 변경한 개편에 가깝다.
아이돌마스터 시리즈의 작품들 중 아케이드판 및 가정용 게임기판 게임들과 등장 아이돌 765PRO ALLSTARS, 그리고 연기를 담당한 성우들의 정보와 화제를 중심으로 다루었다. 진행을 통한 숨김없는 토크와 다양한 것들에 도전하면서 성우들의 개성을 끌어낸 프로그램이었다.
《THE IDOLM@STER STATION!!!》은 전192회로 방송을 종료하고, 이후는 인터넷 라디오 프로그램인 《THE IDOLM@STER STATION!!+》로 이어져,  누마쿠라와 하라 2명이 계속 진행했다. 그 밖에도 스폰서 일본 컬럼비아와, 명물 코너인 '가희낙원'이 《THE IDOLM@STER STATION!!+》에서 이어져, 완전히 새로운 프로그램이라는 것보다는 방송국과 방송 시간을 이동한 개편에 가깝다.
2014년 10월 8일부터 《THE IDOLM@STER STATION!!!》이 니코니코 채널과 제휴하여, 니코니코 생방송에서 방송이 재개되었다. 진행자는 누마쿠라, 하라, 아사쿠라의 3명이었다. 니코니코 생방송에서의 프로그램에서는 《아이돌마스터 신데렐라 걸즈》에 등장하는 아이돌들의 연기를 담당한 성우들이 게스트로 출연했다. 니코니코 동화의 공식 채널 '아이돌마스터 스테이션'에서는 회원 한정으로 본방송 이후의 추가 방송과 '블로그 매거진(ブログマガジン)'이 공개되었다. 마지막의 2개 회인 209, 210회에서는 모든 사람들이 추가 방송과 블로그 매거진을 볼 수 있었다.
2018년 10월 10일 공식 방송은 최종회로 전210회가 종료되고, 10월 16일에 특별 생방송이 이루어진 후 니코니코 생방송에서의 《THE IDOLM@STER STATION!!!》이 종료되어, 《THE IDOLM@STER STATION》은 약 9년 2개월, 《THE IDOLM@STER RADIO》까지 포함하면 약 12년 반 동안의 역사가 막을 내렸다. 방송 범위는 누마쿠라가 진행을 담당한 《THE IDOLM@STER MUSIC ON THE RADIO》로 이어졌다.
《THE IDOLM@STER STATION》의 종료로, 아이돌마스터의 가정용 게임기판, 그리고 765PRO ALLSTARS를 중심으로 한 라디오 프로그램은 모두 종료되었다.
2020년 8월 1일에는 아이돌마스터의 15주년을 기념해 특별 프로그램인 'M@STER WEEKEND☆'가 방송되어, 특별 기획인 '765 라디오 부활제!(765ラジオ復活祭！)'로 1회 분량의 특별 방송이 이루어졌다. 특별 방송은 니코니코 생방송과 유튜브에서도 시청할 수 있었다.

## 특징
- 《THE IDOLM@STER RADIO》와 같이, 아이돌마스터 세계관에 따라 청취자를 '프로듀서(プロデューサー)', 라디오 네임을 '프로듀서 네임(プロデューサーネーム)'이라 불렀다. 라디오 오사카 방송 후반부터는 여성 청취자를 '프로듄느(プロデュンヌ)'라고 부르는 경우도 많아졌다. 오프닝과 엔딩의 스폰서 소개에서는, 마지막에 '전국의 프로듀서의 협력으로 보내드립니다'라는 문장을 붙였다.
- 파티나 식사를 하면서 방송을 진행하는 '연회 방송'도 《THE IDOLM@STER RADIO》에서 이어졌다. 스튜디오 내에 요리나 술을 가져오거나, 조리를 하면서 진행된 기획도 많다.
- 방송 중에는, 스태프로부터의 반응 같은 역할로 효과음이 추가되는 경우가 있었다. 예를 들어 바른 말을 했을 때의 딩동 소리, 엉뚱한 말을 했을 때의 버저음, 이상한 행동을 했을 때의 무언가를 두드리는 듯한 효과음 등이었다.